# Baykan
Baykan (kurdisch: Hewêl) ist eine Kleinstadt und Hauptort des gleichnamigen Landkreises (İlçe) in der südostanatolischen Provinz Siirt. Die Stadt liegt an der Fernstraße D965, die in der Provinzhauptstadt Siirt endet. Die D965 ist zugleich bis Ziyaret Teil der E 99, die von der aserbaidschanischen Grenze bis Şanlıurfa führt. Baykan liegt etwa 30 km nordwestlich von Siirt.
Mit ursprünglichem Namen hieß die Ortschaft Koh und ab 1949 Havil oder Havel. Die im Stadtlogo manifestierte Jahreszahl (1949) dürfte ein Hinweis auf das Jahr der Erhebung zur Stadtgemeinde (Belediye) sein.
Der Landkreis liegt im Nordwesten der Provinz und grenzt an den zentralen Landkreis (Merkez) Siirt sowie den Kreis Kurtulan im Süden, den Kreis Şirvan im Osten, die Provinz Batman im Westen und die Provinz Bitlis im Norden.
Der Kreis wurde 1938 durch das Gesetz Nr. 3393 gebildet und besteht neben der Kreisstadt (22,5 % der Kreisbevölkerung) aus zwei weiteren Gemeinden (Belediye): Atabağı (3561) und Veyselkarani (6267 Einw.). Des Weiteren gibt es noch 30 Dörfer (Köy) mit durchschnittlich 325 Bewohnern. Die Skala der Einwohnerzahlen reicht von 799 (Karakaya) bis 47 (Dokuzçavuş), zwölf Dörfer haben mehr Einwohner als der Durchschnitt. Die Bevölkerungsdichte liegt etwas unterhalb des Provinzwertes (von 58,0 Einw. je km²), der städtische Anteil beträgt 61,4 % (alle Angaben von Ende 2020).